# Србија на Песми Евровизије 2017.
Представница Србије на 62. Песми Евровизије у Украјини била је поп певачица Тијана Богићевић са песмом In Too Deep.

## Интерна одлука РТС-а
РТС, пуноправни члан Европске радиодифузне уније, има искључиво право избора српског представника. РТС је саопштио да ће 31. јануара 2017. године интерном селекцијом бити одабран извођач и песма. Радио-телевизија Србије (РТС) и музички уредници донели одлуку о српском представнику. Одлучили су да то буде Тијана 27. фебруара 2017. године, која је већ учествовала на Песми Евровизије 2011. као пратећи вокал, када је Србију представљала Нина Радојичић са песмом „Чаробан“.
Прво је изабран ауторски тим и направљена песма, а онда је РТС позвао Тијану и питао је да ли жели да је отпева. Тијана је није била изненађена позивом због претходне добре сарадње, али није очекивала баш такву прилику. Сматрала је да је логичан избор након што је преслушала песму.
Новосађанка Тијана Богићевић је на свечаном „испраћају” у згради РТС-а представила тим који ће пратити на евровизијском путовању, ту је присуствовао и украјински амбасадор у Београду – Олександр Александрович. Један од главних спонзора српске композиције била је и Туристичка организација Србије.

## Песма "In Too Deep"
Аутори српске песме су били музички продуценти, композитори и оснивачи „Симфоникс интернешенела” Борислав Миланов, Бо Персон, Јохан Алкенас и Лиза Ен-Мари Линдер. Они су као аутори радили су на многим пројектима, а на Песми Евровизије постигли су значајан успех и били део тима који је победио на такмичењу 2014. године са Кончитом Вурст и песмом „Rise like a Phoenix”. Ауторски тим је писао и песму „If Love Was a Crime” са којом је Бугарска прошле године освојила 4. место.  Током година, радили су заједно или одвојено на многим албумима. У ауторском су тиму за уметнике као што су Кели Кларксон, Џон Леџенд, Лејди Гага, "Токио Хотел", Селена Гомез, итд.
Представљене су и две нове верзије песме "In Too Deep". Прва је била рнб верзија, коју је Тијана уживо отпевала са Марком Робертсоном, својим супругом, познатијим као Синг-Синг, који је члан бенда "King of Hearts" из Сједињених Америчких Држава. Потом је представљена нова верзију песме на српском језику и зове се „Твоја”. Верзија је и музички другачија, са звуцима виолончела, виолине и клавира. Аранжман и текст за песму "Твоја" потписује Душан Алагић.

## Песма Евровизије 2017.
На кијевској сцени нашли су се, поред Тијане, и следећи уметници:
- Сања Богосављевић, пратећи вокал (била пратећи вокал Марији Шерифовић 2007. и Бојани Стаменов 2015. године)
- Јелена Ђурић, пратећи вокал (била пратећи вокал Јелени Томашевић 2008. и Сањи Вучић 2016. године)
- Јелена Пајић, пратећи вокал
- Борис Видаковић, плесач

За сценски наступ и визуелни угођај био је задужен Игор Басоровић.
Тијана је више пута наступала у Европи, промовишући српску песму Евровизије. Учествовала је и наступала на промотивним догађајима у Тел Авиву, Израел, такође и у Амстердаму, Холандија.
Представница Србије се није такмичила у финалу такмичења јер је у 2. полуфиналу заузела 11. место прикупивши 98 поена, што значи да нам је финале измакло за само три бода. По оцени жирија били смо на 10. месту (53 бода), а према публици на 11. месту (45 бодова).